# Zeche Vereinigte Borussia
Die Zeche Vereinigte Borussia ist ein ehemaliges Steinkohlenbergwerk in Dortmund in den Ortsteilen Kley und Oespel. Das Bergwerk wurde ab dem Jahr 1899 auch Zeche Borussia genannt. Die Bergwerksanlagen der Zeche Borussia befanden sich an der Borussiastraße, in der Nähe der Eisenbahnlinie nach Bochum. Die Gewerkschaft der Zeche Borussia war eines der Gründungsmitglieder des Rheinisch-Westfälischen Kohlen-Syndikats. Der Name Borussia ist die neulateinische Bezeichnung für Preußen.

## Geschichte

### Die Anfänge
Im Jahr 1856 wurde die Bergbau-Aktiengesellschaft Borussia gegründet. Noch im selben Jahr wurde mit den Teufarbeiten für die Schächte 1 und 2 begonnen. Schacht 1 war als Förderschacht vorgesehen, Schacht 2 sollte als Maschinenschacht für die Wasserhaltung genutzt werden. Beide Schächte wurden an der Borussiastraße angesetzt. Noch im selben Jahr wurde bei einer Teufe von 17 Metern das Karbon erreicht. Im Jahr 1857 war der Förderschacht (Schacht 1) erst bis zu einer Teufe von zwölf Lachtern abgeteuft und zehn Lachtern wasserdicht ausgemauert worden. Über Tage wurden mehrere Maschinen installiert. Im selben Jahr wurde im Schacht 2 bei einer Teufe von 63 Metern (+32 m NN) die 1. Sohle angesetzt. Der Schacht hatte mittlerweile eine Gesamtteufe von 50½ Lachter.  Während der Aus- und Vorrichtungsarbeiten wurden bereits gute Aufschlüsse erreicht. Bei der Auffahrung des Wetterquerschlages wurden bereits vier bauwürdige Flöze durchörtert. Die Flöze hatten eine Mächtigkeit von 20 bis 40 Zoll. Das Bergwerk gehörte zu dieser Zeit zum Bergrevier Östlich Witten. Im darauffolgenden Jahr wurde bei einer Teufe von 126 Metern (−31 m NN) die 2. Sohle angesetzt. Noch im selben Jahr wurde mit der Förderung begonnen.

### Die ersten Betriebsjahre
Im Jahr 1858 konnten auf dem Bergwerk mehrere gute Aufschlüsse getätigt werden. Der Wasserhaltungsschacht konnte in diesem Jahr bis auf eine Teufe von 62½ Lachtern geteuft werden. 30 Lachter unterhalb der Wettersohle wurde die erste Tiefbausohle angesetzt. Im Niveau der ersten Tiefbausohle wurde begonnen, die Grundstrecken aufzufahren. Auch im Förderschacht wurde die erste Tiefbausohle angesetzt. Auf der Wettersohle wurden mit den Querschlägen nach Süden weitere bauwürdige Flöze angefahren. Im darauffolgenden Jahr wurde der Betrieb des Bergwerks auf ein Minimum reduziert. Grund hierfür war der nur langsam verlaufende weitere Ausbau der Bahnstrecke Dortmund-Bochumer-Eisenbahn. Um die Leistung steigern zu können, wurde mittels Pferdebahn ein Anschluss an die Haltestelle der Zeche Germania erstellt. Unter Tage konnten im Wetterquerschlag mehrere gute Aufschlüsse getätigt werden. Auch auf der ersten Tiefbausohle konnten die auf der Wettersohle erschlossenen Flöze aufgeschlossen werden. Die Wasserzuflüsse waren auch in diesem Jahr nur geringfügig. Im Jahr 1860 wurden die Aus- und Vorrichtungsarbeiten weiter fortgeführt. Der Abbau wurde in diesem Jahr im Flöz No. 7 getätigt. Allerdings mussten hier die Bauabteilungen kürzer erstellt werden, Grund war das starke Aufquellen des Liegenden in den Abbaustrecken. Außerdem wurde in diesem Jahr eine neue Wasserhaltungsmaschine in Betrieb genommen.

### Die weiteren Jahre
Im Jahr 1861 wurde auf der ersten Tiefbausohle mit dem Hauptquerschlag das Flöz No. 14 gelöst. Das Flöz hatte eine Mächtigkeit von 34 Zoll mit einem Bergepacken von drei Zoll. In der Mulde des Flözes No. 13 wurde ein Streb für den geplanten Strebbau vorgerichtet. Beim Betrieb des Strebes kam man im westlichen Bereich an eine Stelle, an der das Flöz durch eine Verwerfung abgeschnitten wurde. Aufgrund dieser Störung wurde der Betrieb des Abbaubetriebes noch im selben Jahr eingestellt. Die Gewinnung erfolgte außerdem in den Flözen 7, 9, und 10. Das Bergwerk gehörte zu dieser Zeit zum Bergrevier Witten. Im darauffolgenden Jahr wurden auf der ersten Tiefbausohle mit dem südlichen Hauptlösungsquerschlag mehrere Flöze angefahren. Dabei handelte es sich um die Flöze No. 15 mit einer Mächtigkeit von 37 Zoll reiner Kohle, No. 16. mit einer Mächtigkeit von 25 Zoll inklusive vier Zoll Bergepacken, No. 17 mit 17 Zoll reiner Kohle und No. 18. mit 50 Zoll reiner Kohle. Der Querschlag erreichte eine Länge von 118 Lachtern. Außerdem wurde in diesem Jahr der nördliche Lösungsquerschlag bis auf eine Länge von 65 Zoll aufgefahren. Mit dem Querschlag wurden die Flöze No. 4 und No. 5, die eine Mächtigkeit von 25 bis 30 Zoll hatten, angefahren. Im Jahr 1863 wurden auf der ersten Tiefbausohle mit dem Querschlag nach Süden die Flöze No. 19, No. 20 und No. 21 durchfahren. Mit dem nördlichen Querschlag derselben Sohle wurden die Flöze No. 2 und No. 3 ausgerichtet. Außerdem wurden die Sohlenstrecken in den weiteren Flözen weiter aufgefahren. Mit der östlichen Sohlenstrecke wurde im Flöz No. 9 die Baugrenze erreicht. Auf der Wettersohle erreichte der südliche Wetterquerschlag in diesem Jahr eine Auffahrungslänge von 158 1/3 Lachtern. Im Jahr 1865 begann man mit der Verlegung von Eisenbahngleisen. Mittels der Gleise sollte das Bergwerk mit der Eisenbahnstation Marten der Bergisch-Märkischen Eisenbahn verbunden werden. Noch im selben Jahr konnte das Projekt zum größten Teil fertig gestellt werden.
Im Jahr 1869 wurde im Unterwerksbau bis zu einer Teufe von 298 Metern abgebaut. Um eine größere Förderleistung zu erzielen, wurde im selben Jahr die einzylindrige Fördermaschine durch eine Zwillingsfördermaschine ersetzt. Im darauffolgenden Jahr kam es auf dem Bergwerk, bedingt durch starken Gebirgsdruck, zu Problemen. Das Bergwerk gehörte zu dieser Zeit zum Bergrevier Westlich-Dortmund. Im Jahr 1871 wurde das Feld Germania Abspliß von der Zeche Germania erworben. Im Jahr 1873 wurde im Unterwerksbau die 4. Sohle angesetzt. Im Jahr darauf wurden die Teufarbeiten an beiden Schächten wieder aufgenommen und die Schächte wurden bis zur 4. Sohle tiefer geteuft. Im Jahr 1877 wurde im Ostfeld mit den Teufarbeiten für einen neuen Wetterschacht begonnen. Am 22. August kam es zu einem Grubenbrand, hierbei wurden 15 Bergleute getötet. Aufgrund des Brandes musste eine Bauabteilung aufgegeben werden. Am 16. Februar des Jahres 1883 kam es zu einer Schlagwetterexplosion, hierbei wurden sechs Bergleute getötet. Nur wenige Wochen später kam es am 3. März zu einer weiteren Schlagwetterexplosion mit zwei Todesopfern. Am 21. April des darauffolgenden Jahres wurden bei einer erneuten Schlagwetterexplosion drei Bergleute getötet. Im Jahr 1888 kam es zu einem Grubenbrand, aufgrund dessen eine Abteilung aufgegeben werden musste. Im Jahr darauf wurde der Schacht tiefer geteuft. Im Laufe dieses Jahres kam es von über Tage zu einem Wassereinbruch, aufgrund dessen musste eine Abteilung aufgegeben werden. Im Jahr 1892 wurde aus der Bergbau-Aktiengesellschaft Borussia die Gewerkschaft Borussia gegründet.

### Die weitere Entwicklung des Bergwerks
Im Jahr 1896 wurde das Feld Oespel angepachtet. Im selben Jahr ging der Schacht 2 zwischen der 3. Sohle und der 4. Sohle zu Bruch. Im Jahr darauf wurde im Sattelnordflügel, in der Nähe des Hauptförderschachtes, im Flöz 21 ein Abhauen erstellt, um von dort aus die siebte Sohle aufzuschließen. Die Aus- und Vorrichtungsarbeiten verliefen weiter gut voran. Über Tage wurden in diesem Jahr ein neuer Kompressor und eine Zentralkondensationsanlage in Betrieb genommen. Außerdem wurde eine Waschkaue mit Duschbrausen errichtet. Im selben Jahr und auch im nachfolgenden Jahr wurde der Schacht zwischen der 2. Sohle und der 4. Sohle durchgebaut. Im Jahr 1898 kamen bei einer Schlagwetterexplosion sieben Bergleute ums Leben. Im Jahr 1900 wurde der Schacht 1 mit der 7. Sohle durchschlägig. Im Jahr 1902 wurde der Wetterschacht 3 bis zur 5. Sohle in Betrieb genommen. Im Jahr darauf wurde auf dem Baufeld 1/2 über einen Blindschacht bei einer Teufe von 602 Metern die Gesenksohle angesetzt. Im selben Jahr wurde mit den Teufarbeiten für den Schacht 4 begonnen. Der Schacht wurde 120 Meter westlich vom Betriebsteil 1/2 angesetzt, er wurde später zum neuen Schacht Oespel 1. Außerdem wurde in diesem Jahr der Pachtvertrag mit der Gewerkschaft Oespel aufgelöst. Das angepachtete Feld von Oespel wurde an die Gewerkschaft Oespel zurückgegeben. Hintergrund hierfür waren Vorgaben, die sich aus der Mitgliedschaft im Rheinisch-Westfälischen Kohlen-Syndikat ergaben. Im Jahr 1904 kam es zu einem Grubenbrand, daraufhin wurde eine Abteilung geschlossen. Im Jahr 1905 war der Schacht 4 bis zur 4. Sohle fertig geteuft. Oberhalb der 5. Sohle war der Schacht mit einem engeren Querschnitt erstellt, der nicht befahrbar war. Am 10. Juli desselben Jahres kam es zu einem Grubenbrand. Der Grund hierfür war eine im Füllort der 5. Sohle von Schacht 1 umgeworfene Grubenlampe. Der Brand war so stark, dass Schacht 1 völlig ausbrannte. Bei diesem Grubenunglück kamen 39 Bergleute ums Leben. Nachdem der Schacht 1 zu Bruch gegangen war, liefen die unteren Sohlen voll Wasser. Der Betrieb wurde eingestellt und der Belegschaft wurde gekündigt.

### Die letzten Jahre
Im Jahr 1906 wurde die Grube gesümpft und die Grubenbaue wieder aufgewältigt. Die Arbeiten wurden von Schacht 2 und Schacht 4 (Schacht Oespel 1) aus getätigt. Am 1. Juli desselben Jahres konnte im Schacht 2 bereits wieder mit der Förderung für den Eigenbedarf begonnen werden. In diesem Jahr waren der Schacht 2 und der Wetterschacht in Betrieb. Am 3. November desselben Jahres wurde die reguläre Förderung wieder aufgenommen. Der fertiggestellte Schacht Oespel 1 wurde nun ebenfalls für den Betrieb genutzt. Da die 7. Sohle noch unter Wasser war, blieb sie vorerst gestundet. Der verbrochene Schacht 1 wurde nicht mehr aufgewältigt, da dies aus Syndikatsgründen nicht möglich war. Am 13. Oktober wurden durch Steinfall drei Bergleute getötet. Im Jahr 1907 wurde die 4. Sohle wieder aufgewältigt. Die Sohle war bereits vorher abgeworfen worden und wurde nun für den Kohlenabbau benötigt. Schacht 2 wurde weiterhin als Hilfsschacht genutzt. Im Jahr 1908 wurde der bereits verbrochene Schacht 1 verfüllt. Da auf den oberen Sohle noch gute Lagerstättenverhältnisse waren, wurde die 6. Sohle in diesem Jahr aufgegeben und soff ab. Im Jahr 1911 wurde die Zeche Vereinigte Borussia von der Zeche Oespel übernommen.

## Unglücke (Auswahl)
- Am 10. Juli 1905 verunglückten insgesamt 61 Bergleute bei der sogenannten Borussia-Katastrophe.[16]

## Förderung und Belegschaft
Die ersten bekannten Förder- und Belegschaftszahlen stammen aus dem Jahr 1860, in diesem Jahr wurden mit 350 Bergleuten 173.517 preußische Tonnen Steinkohle gefördert. Im Jahr 1861 wurde mit 289 Beschäftigten eine Förderung von 231.706 preußischen Tonnen erbracht. Im darauffolgenden Jahr wurden mit 398 Beschäftigten 260.238 preußische Tonnen Steinkohle gefördert. Im Jahr 1863 wurde eine Förderung 339.681 preußischen Tonnen erbracht. Damit gehörte das Bergwerk zu den förderstärksten Bergwerken im Regierungsbezirk Arnsberg. Die Belegschaftsstärke lag in diesem Jahr bei 380 Beschäftigten. Im Jahr 1865 wurden mit 405 Beschäftigten 387.851 preußische Tonnen Steinkohle gefördert. Im Jahr 1870 wurden mit 593 Mitarbeitern 141.762 Tonnen Steinkohle gefördert. Im Jahr 1875 wurden mit 631 Beschäftigten 152.118 Tonnen Steinkohle gefördert.
Im Jahr 1880 wurde eine Förderung von rund 150.000 Tonnen Steinkohle erzielt. Diese Förderung wurde von 498 Mitarbeitern erbracht. Im Jahr 1885 wurden mit 741 Beschäftigten 176.150 Tonnen Steinkohle gefördert. Im Jahr 1890 wurde mit 505 Bergleuten eine Förderung von 113.217 Tonnen Steinkohle erbracht. Im Jahr 1895 wurden 151.556 Tonnen Steinkohle gefördert, die Belegschaftsstärke lag bei 717 Beschäftigten. Im Jahr 1900 wurden rund 173.000 Tonnen Steinkohle gefördert. Diese Förderung wurde mit 778 Beschäftigten erbracht. Im Jahr 1905 lag die Belegschaftsstärke bei 464 Mitarbeitern, die Förderung betrug 72.745 Tonnen Steinkohle. Die maximale Förderung des Bergwerks wurde im Jahr 1909 erzielt. Damals waren 689 Beschäftigte auf dem Bergwerk beschäftigt, die eine Förderung von 210.199 Tonnen Steinkohle erbrachten. Die letzten Zahlen stammen aus dem Jahr 1910. In diesem Jahr wurden mit 691 Mitarbeitern 207.933 Tonnen Steinkohle gefördert.